# Фрелштет
Фрелштет (њем. Frellstedt) општина је у њемачкој савезној држави Доња Саксонија. Једно је од 26 општинских средишта округа Хелмштет. Према процјени из 2010. у општини је живјело 858 становника. Посједује регионалну шифру (AGS) 3154005.

## Географски и демографски подаци
Фрелштет се налази у савезној држави Доња Саксонија у округу Хелмштет. Општина се налази на надморској висини од 122 метра. Површина општине износи 6,1 km². У самом мјесту је, према процјени из 2010. године, живјело 858 становника. Просјечна густина становништва износи 140 становника/km².

## Међународна сарадња
| Мјесто | Држава    | Врста сарадње | Од    |
| ------ | --------- | ------------- | ----- |
|        | Француска | партнерство   | 2000. |
| Извор  |           |               |       |